# 密蘇里高地

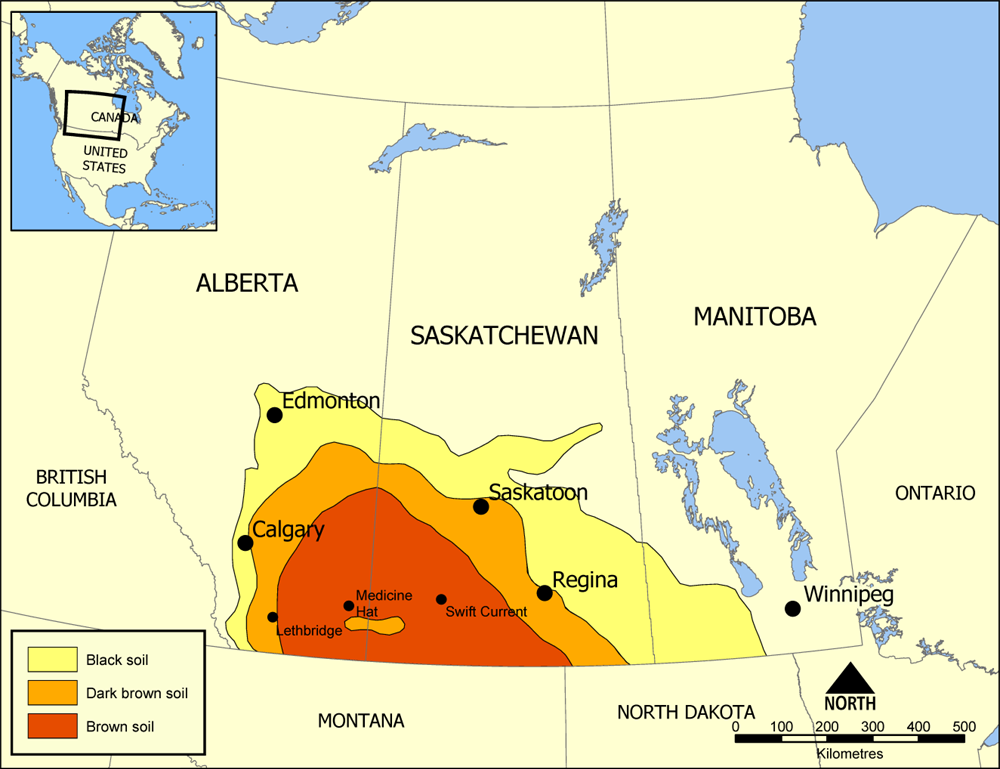
密蘇里高地加拿大部份

密蘇里高地（英語：Missouri Plateau）是一個從美國北達科他密蘇里河河谷東緣延伸到南達科他中北部的高地。在地理劃分上，也包括加拿大薩斯喀徹溫省東南角和亞伯達省西南角。
在加拿大歷史上，作為美洲大沙漠（Great American Desert）的延伸，也稱作帕利斯三角（Palliser's Triangle）。地形起伏，由連綿的丘陵，洞穴和草原組成，並被認為不適宜於農業發展。
這個地區是大平原的一部份延伸，構成高地的基礎是頁岩，覆蓋著由反復冰川作用形成的堅硬沉積物。也包含一些褐煤、芒硝（硫酸鈉）和斑脫土。在大陸冰川作用中屬於無碛帶。